# Christian August von Seel
Christian August von Seel (* 2. Dezember 1814 in Hamm; † 27. Februar 1883 in Pfaffendorf bei Koblenz) war ein preußischer Generalmajor.

## Leben

### Herkunft
Seine Eltern waren Reinhold Leonhard von Seel (1746–1818) und dessen Ehefrau Klara Maria, geborene Hoppe.

### Militärkarriere
Seel besuchte die Gymnasien in Soest und Hamm. Nach seinem Abschluss trat er am 11. November 1832 in die 7. Artilleriebrigade der Preußischen Armee ein und absolvierte zur weiteren Ausbildung ab Oktober 1834 für zwei Jahre die Vereinigte Artillerie- und Ingenieurschule. Zwischenzeitlich avancierte er Ende September 1835 zum aggregierten Sekondeleutnant und wurde nach seiner Ernennung zum Artillerieoffizier am 26. Januar 1837 mit Patent vom 5. November 1835 einrangiert. Seel stieg Ende Januar 1849 zum Premierleutnant auf und wurde am 18. Juni 1853 unter Beförderung zum Hauptmann in das 8. Artillerie-Regiment versetzt. Vom 1. Mai 1858 bis zum 28. Juni 1859 war er Artillerieoffizier vom Platz in Minden. Anschließend erfolgte seine Versetzung als Batteriechef in das 5. Artillerie-Regiment und am 17. März 1863 die Beförderung zum Major. Daran schloss sich am 10. Februar 1864 eine Verwendung als Kommandeur der II. Abteilung im Feldartillerie-Regiment Nr. 6 an.
Er nahm 1866 bei der Main-Armee am Deutschen Krieg teil und erhielt für sein Wirken den Kronen-Orden III. Klasse mit Schwertern. Nach dem Krieg avancierte Seel am 30. Oktober 1866 zum Oberstleutnant. Am 13. Juni 1868 wurde er Kommandeur des Feldartillerie-Regiments Nr. 11 und in dieser Stellung am 18. Juni 1869 Oberst. Er kam am 3. März 1870 als Kommandeur in das Festungs-Artillerie-Regiment Nr. 8. und wurde im Januar 1872 anlässlich des Ordensfestes mit dem Roten Adlerorden III. Klasse mit Schwertern ausgezeichnet. Am 15. August 1872 wurde er mit Pension zur Disposition gestellt und nach seiner Verabschiedung erhielt er am 12. Februar 1874 den Charakter als Generalmajor.

### Familie
Seel heiratete am 24. November 1842 in Wesel Helene Katharina de Haas (1817–1884), eine Tochter des Kaufmanns Johann Nicolaus de Haas.